# 제19회 카를로비바리 국제 영화제
제19회 카를로비바리 국제 영화제는 1974년 7월 5일에 열린 시상식이다.

## 수상 및 후보

### 대상(장편)
- Romans o vljublennych - Andrej Michalkov-Končalovskij 수상

### 심사위원특별상(장편)
- Ciemna rzeka - Sylwester Szyszko 수상
- Quebracho - Ricardo Wulicher 수상

### 여우주연상(장편)
- Milenci v roce jedna - Marta Vančurová 수상

### 남우주연상(장편)
- Marta Vančurová - 안토니오 페르안디스 수상